# Methylmalonsyre
Methylmalonsyre er en kemisk forbindelse fra gruppen af dicarboxylsyrer. Den består af den grundlæggende struktur af malonsyre og har også en methylgruppe. Saltene af methylmalonsyre kaldes methylmalonater. 

## Metabolisme
Methylmalonsyre er et biprodukt af propionatmetabolismevejen. Udgangskilderne til dette er følgende med de respektive omtrentlige bidrag til propionatmetabolismen i hele kroppen i parentes:
- Essentielle aminosyrer: methionin, valin, threonin og isoleucin[3] (~ 50%)[2]
- fedtsyrer med ulige kæder[3] (~ 30%)[2]
- propionsyre fra bakteriel fermentering[3] (~ 20%)[2]
- kolesterolets sidekæde[3]
- thymin[4]

Propionatderivatet, propionyl-CoA, omdannes til D-methylmalonyl-CoA af propionyl-CoA carboxylase og omdannes derefter til L-methylmalonyl-CoA af methylmalonyl-CoA epimerase. Indtræden i citronsyrecyklussen sker gennem omdannelse af L-methylmalonyl-CoA til succinyl-CoA af L-methylmalonyl-CoA mutase, hvorved vitamin B12 i form af adenosylcobalamin er påkrævet som cofaktor. Denne nedbrydningsvej fra propionyl-CoA til succinyl-CoA repræsenterer en af de vigtigste anaplerotiske veje i citronsyrecyklussen. Methylmalonsyre dannes som et biprodukt af denne metaboliske vej, når D-methylmalonyl-CoA spaltes til methylmalonsyre og CoA af D-methylmalonyl-CoA hydrolase. Enzymet acyl-CoA syntetase familiemedlem 3 (ACSF3) er til gengæld ansvarlig for omdannelsen af methylmalonsyre og CoA til methylmalonyl-CoA.
Intracellulære esteraser er i stand til at fjerne methylgruppen (-CH3) fra methylmalonsyre og dermed danne malonsyre.

## Klinisk relevans

### Vitamin B12-mangel
Forhøjede niveauer af methylmalonsyre kan indikere B12-vitaminmangel. Den er dog følsom (dem med manglen tester næsten altid positivt), men ikke specifik (dem, der ikke har B12-vitaminmangel, kan få påvist forhøjede niveauer af methylmalonsyre). Methylmalonsyre er forhøjet hos 90-98 % af patienterne med B12-mangel. Den har lavere specificitet, da 20-25 % af patienterne over 70 år har forhøjede niveauer af methylmalonsyre, men 25-33 % af dem har ikke B12-mangel. Af denne grund anbefales methylmalonsyretest ikke rutinemæssigt hos ældre.

### Metaboliske sygdomme
Et overskud er forbundet med methylmalonsyreæmier.
Hvis forhøjede methylmalonsyreniveauer ledsages af forhøjede malonsyreniveauer, kan det være tegn på stofskiftesygdommen kombineret malon- og methylmalonsyreuri (CMAMMA). Ved at beregne forholdet mellem malonsyre og methylmalonsyre i blodplasma kan CMAMMA skelnes fra klassisk methylmalonsyreæmi.

### Kræft
Desuden er ophobning af methylmalonsyre i blodet med alderen blevet forbundet med tumorprogression i 2020.

### Bakteriel overvækst i tyndtarmen
Bakteriel overvækst i tyndtarmen kan også føre til forhøjede niveauer af methylmalonsyre på grund af bakteriernes konkurrence i absorptionsprocessen af B12-vitamin. Dette gælder for B12-vitamin fra fødevarer og orale tilskud og kan omgås ved hjælp af B12-vitamininjektioner. Det er også en hypotese fra casestudier af patienter med korttarmssyndrom, at overvækst af tarmbakterier fører til øget produktion af propionsyre, som er en forløber for methylmalonsyre. Det har vist sig, at methylmalonsyreniveauerne i disse tilfælde vendte tilbage til det normale ved indgift af metronidazol. 

## Måling
Koncentrationen af methylmalonsyre i blodet måles med gaskromatografisk massespektrometri eller LC-MS, og de forventede værdier af methylmalonsyre hos raske mennesker ligger mellem 73 og 271 nmol/L.